# Здравница (Самара)
Здра́вница («Дом отдыха ЦИК», «Здравница НКАП», "санаторий «Красная Глинка») — архитектурный ансамбль бывшего санатория «Красная Глинка», функционировавший с 1935 по 1982 гг., располагавшийся в посёлке Управленческом Красноглинского района города Самары. На 2018 год здания снесены полностью, ведется коттеджная застройка.

## История здравницы
Строительство в Коптевом овраге началось ещё в начале XX века. Во время русско-японской войны 1904—1905 годов на этом месте началось возведение трубочного (порохового) завода. Для удобной доставки материалов была сооружена винтовая лестница из бутового камня, частично сохранившаяся и по сей день.

### Легенда о строительстве
По легенде, в 1927 году по Волге проплывал пароход, пассажиром которого был тогдашний председатель ЦИК Михаил Иванович Калинин. Ему очень приглянулось место, и он заметил, что здесь можно построить дом отдыха для персонала ЦК. В 1933 году началось строительство Здравницы (в народе её прозвали «Дом ЦИК»). Помимо самой Здравницы возвели котельную, гараж, электростанцию, дороги — всю необходимую инфраструктуру. Здание санатория было внушительно по размерам: 8 этажей, 6 корпусов, примыкающих друг к другу. Над самой высокой частью здания находилась площадка, с которой открывался великолепный вид на реку и окрестности. Построено в стиле ампир, получившего впоследствии название сталинского. Проектировщик остался неизвестен, но, по мнению заслуженного архитектора России Вагана Каркарьяна, в Самаре мастеров такого уровня на тот момент не было..

Старое фото здания санатория.

### Строительство ГЭС
10 августа 1937 года принято постановление Совнаркома СССР и ЦК ВКП(б) о строительстве Куйбышевского гидроузла в районе посёлка Красная Глинка.
В Коптев овраг прибыли специалисты для расчётов по проектированию крупнейшей ГЭС через Волгу. Планировалось перекрыть реку от оврага до Гавриловой поляны. В здании дома отдыха было решено разместить Управление Гидроузла. Была построена специальная лестница с Коптева оврага до Здравницы — деревянная, струганная, на столбах, на ней было несколько беседок и смотровых площадок.

### Здравница во время Великой Отечественной войны
Но 24 сентября 1940 года постановлением № 1780-741с СНК СССР и ЦК ВКП(б) строительство было законсервировано из-за открытия нефтеносных платформ и геологических особенностей почвы.

Лестница к Волге.

8 июня 1941 года, в самом начале войны, на Управленческий эвакуировались завод им. Артёма из Киева и завод № 145 из Москвы. Впоследствии это предприятие трансформировалось сначала в КНПО «Труд», а затем и до нынешнего времени оно стало называться СНТК им. Н.Д. Кузнецова. Затем с оборудованием прибыли специалисты, руководители, рабочие, и с ходу приступили к работе. В чрезвычайно сложных условиях, в рекордно короткие сроки, с 1 августа 1941 года начался массовый выпуск военной продукции. Именно тогда и открылся дом отдыха, теперь уже как «Здравница НКАП».
Санаторий предлагал 1, 3 и 5-дневные путёвки для рабочих, которые существовали до 1943 года. Позже остались только пятидневные. В тяжёлых условиях войны, бывали случаи, когда даже этот короткий отдых приходилось прерывать, и отдыхающего отзывали на завод.
Но случалось, что по состоянию здоровья врачи здравницы путевку продлевали, согласовав это с предприятием. В 1943 году ситуация изменилась: ввиду того, что многие трудящиеся нуждались не только в отдыхе, но и в лечении (в том числе те, кого эвакуировали из блокадного Ленинграда), после Сталинградской битвы, в феврале 1943 году, было открыто санаторное отделение на 50 коек. В 4 квартале 1943 года оно было расширено до 100, а в 1944 году — до 120 коек.
Продолжительность пребывания в санаторном отделении была 10—12 дней, а в тяжёлых случаях до 30 дней.
Для лечения и обслуживания больных были организованы кабинеты:
| Кабинет             | Год  |
| ------------------- | ---- |
| Зубной              | 1943 |
| Электросветолечение | 1944 |
| Лаборатория         | 1944 |
| Водолечебница       | 1944 |
| Рентгендиагностика  | 1945 |
| ЛФК                 | 1950 |

В 1949 при санатории открылась аптека.
Санаторий был на особом балансе властей: каждый год кабинеты пополнялись новым, более современным оборудованием, а оснащение производилось 15 Главным управлением и Куйбышевским отделением Главснаба НКАП.

### Послевоенные годы
В сентябре 1946 года, согласно приказу Министерства Авиапромышленности, здравница была закрыта.
Но в июне 1947 года, в разгар послевоенного восстановления страны, здравница «Красная Глинка» вновь открылась как санаторий общетерапевтического профиля, рассчитанный теперь на 300 коек.
В 1948 году было проведено разделение на дом отдыха на 200 коек и санаторий на 100 коек.
В таком режиме здравница работала до 1955 года, когда дом отдыха был ликвидирован, и остался только санаторий.
В апреле 1949 года здравница «Красная Глинка» была передана под управление профсоюзов авиационной промышленности, под которым и оставалось до конца своего существования.
Здания санатория постепенно ветшало, начал проседать грунт. В апреле 1982 года был построен корпус в пос. Южном. Летом 1984 года под административный корпус был переоборудован детский сад, и санаторий «Красная Глинка» вновь был готов принять отдыхающих на новом месте. Он функционирует и до сих пор. Старый корпус окончательно закрылся в октябре 1982 года.

### Настоящее время
До 2005 года один из корпусов являлся складским помещением. Несколько лет здравница была заброшена. Архитектурный ансамбль, некогда являвшийся шедевром, полностью утрачен, здание основательно разрушено временем и вандалами. В 2009 году в результате пожара были уничтожены перекрытия и крыша бывшего санатория.
В том же году Министерством Культуры Самарской области здравница была признана вновь выявленным объектом культурного наследия регионального значения.
Из-за живописного вида на Волгу, использовалась в основном для фотосессий, а также стала популярным местом экстремального отдыха у горожан. В то же время являлась пристанищем бомжей, наркоманов и прочих преступных и маргинальных личностей. В настоящее время бывший санаторий «Здравница» снесён.

## Уничтожение Здравницы
В декабре 2011 года собственник территории «Красная горка» начал активные строительные работы на архитектурном ансамбле. С помощью тяжелой техники была снесена одна из стен корпуса, начался разбор несущих конструкций. В январе 2012 года архитектурные защитники обратились в прокуратуру Самарской области и министерство культуры. После вмешательства общественности и СМИ снос ансамбля был приостановлен.
Министерством культуры была подготовлена историко-культурная экспертиза, в которой указывалось, что историческая и архитектурная ценность ансамбля утрачена. Впоследствии оказалось, что экспертиза проводилась с многочисленными нарушениями, казанским экспертом, бывшим заместителем министра культуры Татарстана Игорем Нестеренко. Прокуратура не нашла ничего противозаконного в сносе ансамбля, который на тот момент подлежал государственной охране, и 9 октября 2012 года Правительство Самарской области исключило Здравницу из списка вновь выявленных объектов культурного наследия.
Сразу после этого собственником были уничтожены ещё два корпуса санатория. На январь 2013 года архитектурный ансамбль почти полностью утрачен. В декабре 2013 года снесена так называемая «вышка», самый новый корпус. Собственник активно ведет работы по сносу, вывозит тонны обломков на грузовиках. Кирпич 1933 года вывозится на продажу на легковых машинах.

## Историческая ценность
В защиту памятника, как объекта культурного наследия, высказывались такие признанные эксперты, как заслуженный архитектор России Ваган Каркарьян, главный архитектор Самары Виталий Стадников, Наталья Душкина, которая является руководителем ИКОМОС и других консультативных органов при ЮНЕСКО, Маркус Бини — руководитель Save Europe’s Heritage — авторитетной в мире организации по охране наследия и адаптации памятников архитектуры. В различных интервью была зафиксирована самая высокая оценка этого сооружения.
Вместе с тем, эксперт Игорь Нестеренко, проводивший историко-культурную экспертизу по заказу министерства культуры Самарской области, не нашёл исторической ценности, что послужило основанием для исключения из списка вновь выявленных объектов культурного наследия. Впрочем, данная экспертиза была проведена с многочисленными нарушениями.

## Споры о принадлежности
В 2007 году компания ОАО «Открытые инвестиции», контролируемая холдингом «Интеррос» Владимира Потанина, выставила на продажу активы компании ООО «Красная горка», собственника территории, на которой располагается бывший санаторий. Сама земля в 16,91 га вместе с 12 полуразрушенными постройками оценена в 22 млн.долларов. В своё время к ней проявлял интерес выходец из компании «Сок» Валерий Ламонов. Вместе с тем, стоит уточнить, что собственник территории не определён окончательно.

## Легенды здравницы
Долгое время среди жителей посёлка Управленческий ходили слухи о подземельях санатория: якобы о секретом ходе, по которому можно было беспрепятственно выйти на один из склонов Студёного оврага или даже на другой берег Волги. В легенде встречается упоминание о том, что ещё при строительстве, в 1935 году, геодезистами была замечена просадка здания. Чтобы сохранить постройку, были вырыты глубокие ямы, их заложили арматурой и забетонировали.